# Giancarlo Cancelleri
Giancarlo Cancelleri (Caltanissetta, 31 maggio 1975) è un politico italiano.
È stato un deputato dell'Assemblea regionale siciliana dal 2012 al 2019, ricoprendo vari incarichi tra cui quello di capogruppo M5S fino al 2017 e dal 2017 al 2019 vicepresidente della stessa assemblea, oltre a ricoprire gli incarichi di viceministro delle infrastrutture e dei trasporti dal 16 settembre 2019 al 13 febbraio 2021 nel governo Conte II e sottosegretario al Ministero delle infrastrutture e dei trasporti dal 1º marzo 2021 al 22 ottobre 2022 nel governo Draghi.

## Biografia
Giancarlo Cancelleri nasce il 31 maggio 1975 a Caltanissetta, dove cresce e si diploma nel 1995 come geometra presso l'Istituto Tecnico per geometri "Leonardo Da Vinci".
Nel 1999 presta servizio civile presso l'ARCI di Caltanissetta, dove, insieme ad altri tecnici, mappa le barriere architettoniche per il progetto "La città di tutti".
Dal 2000 fino al 2012 ha lavorato presso un'azienda siciliana specializzata nella costruzione di serbatoi industriali prima come magazziniere e poi come geometra nello studio tecnico.

### Gli inizi nel Movimento 5 Stelle
Ha iniziato a fare politica nel 2007, quando ha costituito un comitato civico a Caltanissetta contro l’aumento delle tariffe delle bollette dell’acqua dall'ATO CL1. Successivamente contribuisce all'attività politica svolta dal comico genovese Beppe Grillo, infatti l'8 settembre dello stesso anno è stato tra gli organizzatori del V-Day nella sua città, partecipando alla fondazione della lista "Grilli Nisseni". Alle elezioni regionali in Sicilia del 2008 appoggia la candidatura di Sonia Alfano nella lista Amici di Beppe Grillo, e alle amministrative del 2009, con la lista "Grilli Nisseni" darà sostegno al candidato Giovanni Ruvolo. Con lo stesso gruppo organizza nel 2008 il secondo V-Day. La lista "Grilli Nisseni" nel 2009 confluirà nel Movimento 5 Stelle (M5S) di Grillo e Gianroberto Casaleggio.
Nel 2010 prende parte, in qualità di co-fondatore, al comitato Scorta Civica, nato con l’obiettivo di supportare i magistrati che ricevono continue minacce di stampo mafioso, a cui è stata dedicata anche una puntata del programma televisivo Annozero, che ha vinto il premio Pippo Fava per l’impegno civico.

### Deputato all'Assemblea Regionale Siciliana
Divenuto il portavoce in Sicilia del Movimento 5 Stelle, nel 2012 annuncia la propria candidatura a presidente della Regione Siciliana in vista delle elezioni regionali del 28 ottobre, venendo votato il 4 agosto dai 60 delegati dei vari comuni siciliani nei meetup M5S.
Nel corso della campagna elettorale, organizza giornate di solidarietà agli immigrati, gruppi di acquisto di biciclette elettriche e un programma chiamato Rete sociale, in cui professionisti offrono un’ora a settimana di prestazioni gratuite alle persone in difficoltà. Il suo programma prevede i tagli dei costi della politica (tra cui la riduzione a 2.500 euro dello stipendio dei deputati regionali giudicati faraonici), la gestione pubblica dell’acqua, l’ammodernamento delle infrastrutture e la promozione di politiche a tutela dell’ambiente.
Alla tornata elettorale si piazza al terzo posto, ottenendo il 18,17% dei voti, dietro all'eurodeputato Rosario Crocetta (candidato per il centro-sinistra) e dell'ex missino Nello Musumeci (candidato per il centro-destra), ma si piazza come primo partito dell’isola, e, come annunciato anche da Cancelleri durante la campagna elettorale, rinunciando a oltre un milione di rimborsi elettorali.
Grazie alle 5.789 preferenze ottenute nella circoscrizione elettorale di Caltanissetta viene eletto deputato all'Assemblea Regionale Siciliana (ARS), dove oltre a ricoprire il ruolo di capogruppo M5S all'ARS, si impegna sull'abolizione delle province italiane, oltre nella restituzione di circa il 70% dei propri emolumenti che confluiranno in un fondo per il microcredito.

### Candidatura alle elezioni regionali siciliane del 2017
Nel 2017 decide di ricandidarsi a presidente della Sicilia per le elezioni regionali del 5 novembre, venendo votato dagli iscritti M5S in rete sulla piattaforma Rousseau, dove conduce una campagna elettorale supportata anche da esponenti principali del M5S come Luigi Di Maio e Alessandro Di Battista.
Alla tornata elettorale Cancelleri si piazza infine al secondo posto, ottenendo il 34,65% delle preferenze contro il candidato del centro-destra Nello Musumeci, con cui in conferenza stampa annuncia di non congratularsi perché, a suo dire, la sua è "Una vittoria contaminata dagli impresentabili e dalla complicità dei media".
Viene comunque rieletto deputato all'ARS, non solo nella circoscrizione elettorale di Caltanissetta con 12.360 preferenze, ma in quanto presidente non eletto con il maggior numero di voti, dove il 21 dicembre 2017 viene eletto vicepresidente dell'Assemblea Regionale Siciliana in quota opposizione.
Con l'introduzione del nuovo statuto M5S, verso la fine del 2017 voluto dal neo-capo politico del Movimento 5 Stelle Luigi Di Maio, Cancelleri entra a far parte del Comitato di Garanzia, un organo di controllo, assieme a Vito Crimi e Roberta Lombardi.

### Viceministro delle infrastrutture e dei trasporti
Con l'insediamento del secondo governo presieduto da Giuseppe Conte, formato da M5S, Partito Democratico e Liberi e Uguali, il 13 settembre 2019 viene nominato dal Consiglio dei Ministri viceministro delle infrastrutture e dei trasporti, prestando giuramento insieme agli altri viceministri e sottosegretari tre giorni dopo. Lo stesso giorno annuncia le proprie dimissioni sia da deputato regionale che da vicepresidente dell'ARS.
Da viceministro si è occupato del piano di rilancio della compagnia aerea Alitalia, oltre che della revoca amministrativo in corso di Autostrade per l'Italia al Gruppo Benetton, avviata dopo il crollo del viadotto Polcevera che provocò 43 vittime, e di promuovere il modello che ha permesso di costruire al suo posto il nuovo ponte di Genova in meno di 2 anni.

### Sottosegretario al ministero delle infrastrutture e dei trasporti
Il 25 febbraio 2021 viene indicato dal Consiglio dei Ministri come sottosegretario di Stato al Ministero delle infrastrutture e dei trasporti nel governo Draghi, entrando in carica dal 1º marzo. In tale veste si occupa del progetto di collegamento tra la zona portuale di Sant’Agata Militello e la viabilità principale sulla Strada statale 113 Settentrionale Sicula, finanziata con 11,2 milioni di euro ottenuti nell’ambito delle Zone Economiche Speciali della Sicilia.
Nel 2022, dopo un periodo di indiscrezioni che lo vedevano nuovamente candidato alla carica di presidente della Sicilia per le elezioni regionali, circostanza che avrebbe però richiesto una deroga al limite dei due mandati imposto dal regolamento interno del Movimento 5 Stelle, annuncia di non candidarsi alle primarie di coalizione indette da M5S, Partito Democratico e I Cento Passi per la Sicilia.

### Fuoriuscita dal M5S e passaggio al centro-destra
Il 18 aprile 2023 annuncia la sua fuoriuscita dal Movimento 5 Stelle, dopo mesi in cui Cancelleri era in rottura col partito, la scelta nasce dalla rottura con il presidente del M5S Giuseppe Conte accusato da Cancelleri di non saper valorizzare le risorse cresciute all'interno del M5S, disperdendo così un patrimonio umano e di esperienza, scelta che avrebbe "disintegrato il partito". Nello stesso mese partecipa alla convention regionale di Forza Italia a Palermo, annunciando il suo ingresso tra le file del partito azzurro. Nel marzo 2025 aderisce a Grande Sicilia, partito centrista fondato da Gianfranco Micciché, Raffaele Lombardo e Roberto Lagalla.

## Vita privata
È fratello di Azzurra Cancelleri, deputata alla Camera dal 2013 al 2022 anch'essa appartenente al Movimento 5 Stelle. Il 14 ottobre del 2023 ha sposato la psicoterapeuta Roberta Curatolo, allieva del regista e psicodrammatista Ottavio Rosati.